# بلروان (كورنوال)
بلروان (بالإنجليزية: Polruan)‏ هي قرية تقع في المملكة المتحدة في كورنوال.